# الجمهورية العربية المتحدة ضد السودان (كأس الأمم الإفريقية 1959)
الجمهورية العربية المتحدة ضد السودان، هي المباراة الحاسمة لمرحلة المجموعات في كأس الأمم الأفريقية 1959 . جرت المباراة على ملعب الأمير فاروق في القاهرة يوم 29 مايو 1959. على عكس كأس الأمم الأفريقية الأخرى ، تم تحديد الفائز عام 1959 من خلال مرحلة نهائية للمجموعة ، حيث لعبت الفرق الثلاثة الأخيرة دوري مجموعات من دور واحد بدلاً من مرحلة خروج المغلوب. كانت هذه هي النسخة الأولى التي تضم مرحلة مجموعة نهائية، إلى جانب كأس الأمم الأفريقية لعام 1976.
وفاز كل منتخب على إثيوبيا لكن فارق الأهداف كان لصالح الجمهورية العربية المتحدة التي فازت على إثيوبيا 4-0 بينما فاز السودان 1-0. لذلك احتاج السودان للفوز بالمباراة الأخيرة ليحرز لقب أبطال إفريقيا. أي نتيجة أخرى ستحتفظ الجمهورية العربية المتحدة باللقب الذي فازت به (كمنتخب مصر) عام 1957.
فازت الجمهورية العربية المتحدة على السودان 2-1 ، وبذلك حافظت على المركز الأول في المجموعة وفازت بلقبها الثاني على التوالي.

## خلفية
كان الطريق إلى اللقب في كأس الأمم الأفريقية لعام 1959 فريدًا من نوعه ، مع تحديد اللقب من خلال نظام المجموعة بدلاً من مرحلة خروج المغلوب. وكانت الفرق المتنافسة الثلاثة هي الجمهورية العربية المتحدة (البلد المضيف) والسودان وإثيوبيا.
فازت الجمهورية العربية المتحدة والسودان في مباراتهما ضد إثيوبيا ، الجمهورية العربية المتحدة بفارق 4-0 على صدارة المجموعة ، متقدما على السودان الذي فاز بنتيجة 1-0.

## مباراة

### تفاصيل المباراة
| الجمهورية العربية المتحدة | 2–1   | السودان        |
| ------------------------- | ----- | -------------- |
| عصام بهيج 12'، 89'        | تقرير | صديق منزول 65' |

| الجمهورية العربية المتحدة | السودان |

| GK         |  | عادل هيكل      |
| RB         |  | طارق سليم      |
| CB         |  | ياكن حسين      |
| CB         |  | رفعت الفناجيلي |
| LB         |  | طه إسماعيل     |
| RM         |  | ميمي الشربيني  |
| CM         |  | محمود الجوهري  |
| CM         |  | شريف الفار     |
| LM         |  | صالح سليم      |
| CF         |  | عصام بهيج      |
| CF         |  | علاء الحامولي  |
| المدرب:    |  |                |
| بال تيتكوش |  |                |

| GK         |  | سمير محمد علي          |
| RB         |  | أحمد متوكل محمد البشير |
| CB         |  | حسن محمد العبد         |
| LB         |  | إبراهيم محمد علي       |
| RH         |  | عباس الهادي صيام       |
| LH         |  | سليمان ديفالا الماهينا |
| OR         |  | محمود عبد الزبير       |
| IR         |  | برعي بشير              |
| CF         |  | مطلب عبد الناصر        |
| IL         |  | صديق منزول             |
| OL         |  | عبد الله واهاجة        |
| المدرب:    |  |                        |
| جوزيف هادا |  |                        |

## بعد المباراة
| الفريق                    | لعب | ف | ت | خ | أ.له | أ.ع | أ.ف | نقاط |
| ------------------------- | --- | - | - | - | ---- | --- | --- | ---- |
| الجمهورية العربية المتحدة | 2   | 2 | 0 | 0 | 6    | 1   | +5  | 4    |
| السودان                   | 2   | 1 | 0 | 1 | 2    | 2   | 0   | 2    |
| إثيوبيا                   | 2   | 0 | 0 | 2 | 0    | 5   | −5  | 0    |